# الرسالة (مجلة)
مَجَلَّةُ ٱلرِّسَالَةُ هي مَجَلَّةٌ ثَقَافِيَّةٌ رَأَسَ تحريرَها الأديبُ المِصريُّ أَحْمَد حَسَن الزَّيَّات (1885-1968) سنةَ 1933 م، وكتب فيها معظم المقالات عن رموز الأدب العربي آنذاك من مثل:زكي نجيب محمود العَقَّاد، وسيد قطب، وأحمد أمين، وعلي الطنطاوي، ومحمد فريد أبو حديد، وأحمد زكي باشا، ومصطفى عبد الرازق، ومصطفى صادق الرافعي، وطه حسين، ومحمود محمد شاكر، والشابي.

## قيل عنها
ومن بين الكلماتٍ التي سطّرها هؤلاء الأدباء إجلالاً وشكرًا لها -شعرًا ونثرًا-:
يقول الدكتور شكري فيصل: «كانت مقالات الزيات أو الرافعي في مجلة الرسالة تُرصد رصدًا وتُترقب ترقبًا في بلاد الشرق العربي» 
ويقول الدكتور مهدي علام: «الذين يعرفون الزيات، يعرفون مجلة الرسالة التي ظلت أكثر من ربع قرن، تحمل رسالة الفكر العربي في كل مكان من العالم الناطق بالضاد والتي كانت مدرسة حقيقية ربت جيلًا وأنشأت أدبًا، وثقفت وعلمت، وقامت على صفحاتها معارك النقد والتجديد».
وتروي لنا الدكتورة نعمات أحمد فؤاد في كتابها (قمم أدبية): أن علي أمين سافر إلى الشرق بعد احتجاب الرسالة وعاد يقول: «لو أن الحكومة أغلقت سفارتها في الشرق وأبقت على الرسالة لكان خيرًا لها وأجدى عليه».
وينظم فيها أحمد العجمي:
حيّ الرسالةَ واقبس من محيّاها ما شئتَ من حسنها أو من حُميّاها
رفّت على الشرق أندى من أزاهره كأن من نفَحات الخلد ريّاها
وأشرقَت بشعاعِ الفكر ناضرةً تُسبي القلوب وتَجري في حناياها

## تأثير المجلة
ويصعب هنا حصر أقوال قُراء هذه التحفة الأدبية، ولكن حسبنا أن نستنتج من اهتمامهم بها أن جملة «كلام جرايد» لا ينطبق على الرسالة أبدًا؛ لأن تأثير الرسالة على قُرائها يختلف عن تأثير المجلات الأخرى التي تحتال على طلبهم بألوان المسابقات واليانصيب. وإن كانت الرسالة ضعيفة المظهر من ناحية الطباعة والتصميم، فإنها كانت قوية التحرير، متقدمة الاتجاهات والرأي متعمقةً فيما تنشره، فأشبعت بذلك رغبات الباحثين عن الجوهر لا المظهر.
ويلحق بتأثيرها على قُرائها أن مدرّسي المرحلة الأساسية - وهم من عشاق الرسالة- كانوا يستخرجون موضوعات الإنشاء من هذه المجلة ويدرّسونها لطلابهم. وبما أن وسائل الإعلام لم تكن قد تطورت خلال عمر الرسالة فإن القُراء كانت عندهم فسحة من الوقت لاقتناء الرسالة....

### الأثر الأدبي
أما الأثر الأدبي لها، فنقسمه قسمين:
أولهما: ملؤها للفراغ الأدبي عند القُراء والكُتاب قبل صدورها وقد تحدثنا عنه.
ثانيهما: هو موقعها من سلسلة المجلات الأدبية التي صدرت في مصر وغيرها من البلاد العربية، فإن موقعها له ميزات أربع، هي:
1/ العمر الذي عاشته المجلة.
2/ الاستمرار والانتظام في الصدور.
3/ المضمون الذي احتوته المجلة في أعدادها.
4/ الأثر الذي أحدثته.
من هذه الميزات نستنتج بأن الرسالة تُعتبر أولى المجلات الأدبية الأسبوعية في التقييم منذ أن عرفت اللغة العربية المجلات الأدبية حتى توقفت الرسالة عن الصدور وحتى بعد توقفها.
ونستطيع أن نُجمل الآثار الأدبية للرسالة في نقاط موجزة:
- أولاً: أنها مصدر لتاريخ الأدب ولدراسته.
- ثانيًا: أنها نشرت الأدب وتابعته بالنقد والتقييم.
- ثالثًا: كانت مدرسة لتخريج الأدباء والأديبات.
- رابعًا: كانت ناقدة للأدب العالمي.
- خامسًا: صنعت عُشاقًا للتعبير العربي السليم.[9]

كما أنها لم تكتفِ بأن تترك أثرًا أدبيًا وحسب بل أثّرت فكريًا وثقافيًّا أيضًا في مجالات عدة

### مجال الاتجاه الإسلامي
في مجال الاتجاه الإسلامي: فإن طابَع الرسالة هو طابَع إسلامي، فلقد كانت في كل ما تنشره تقريبًا تخدم الفكر الإسلامي.

### مجال العروبة
وفي مجال العروبة: لم يكن دورها نظريًا فقط، بل طبّقت عمليًًّا لما تدعو إليه في مجال العروبة وقضية الوحدة العربية، ويَبرُز هذا التطبيق في توزيعها في مصر والبلدان العربية. وأيضًا يتّضح في مداومتها نشر مقالات وقصائد الأدباء العرب من غير المصريين.
ولم تنسَ أن تترك بصمتها الخاصة في المجتمع، فقد كان لها دور في الرأي العام المصري والعربي، وكانت تعرِض المشاكل الاجتماعية وتعرض لها الحلول.

### مجال الفكر والفن والعلوم والفلسفة
أما أثرها في مجال الفكر والفن والعلوم والفلسفة: فيكفي أنها أغنت المكتبة العربية بما نشرته من فصول عديدة جُمعت في كتب، وأوضح الأمثلة: وحي الرسالة للزيات، والبرج العاجي لتوفيق الحكيم، وترجمات دريني خشبة، وحي القلم للرافعي.
لاسيما أنها أتاحت الفُرص للظواهر الأدبية والفكرية الجديدة كالشعر الحُر والشعر المنطلق....

## احتجاب الرسالة
وكما أن بعد كل ليل صبح، فإن بعد كل صبح ليل..
واحتجبت الرسالة، فسطّر الأدباء والشعراء خواطرهم حول ما نَشر احتجابها من البؤس والكآبة.
ومن تلك الخواطر تَبرز خاطرة الأستاذ العقاد الحزينة حيث يقول: «ولم يكن يدور بخلدي حين كتبتُ هذا أن مجلتين في طليعة مجلاتنا الأدبية تضطران للاحتجاب عن قُرائهما قبل أنقضاء شهرين، فبدأت السنة الحاضرة باحتجاب (الثقافة)، وقد مضى على ظهورها (ست عشرة سنة)، ولم ينقضِ الشهر الثاني من السنة حتى أعلنت زميلتها (الرسالة) أنها تختم أعدادها، وتودع قُراءها، وقد مضى على ظهورها أكثر من عشرين سنة، ولا شك أنهما حادثان سيُذكران من حوادث هذه السنة عند الكتابة عن تاريخ الأدب العربي الحديث».

## عودة الظهور
وتعود الرسالة للظهور عام1963م، باسم (الرسالة الجديدة)، ويُسند تحريرها إلى الزيات، ولكنه حاول جاهدًا أن يوقفها في وجه الآلام والأماني، ولكنه لم يستطع أن يشحذ همتها وسط عوامل التجديد والسرعة، وعوامل الثقافة المذبذبة، أو أدب الساندويتش، أو طغيان العامية على الفصحى... فتوقفت الرسالة كما توقفت أخت لها من قبل.

## الهوامش
1. ↑  قصة نفس. Dār al-Shurūq. 1988. ISBN:977-14-8220-3. OCLC:20163331. مؤرشف من الأصل في 2019-12-11.
2. ↑  محمد، صفحة 201.
3. ↑  محمد، صفحة 202.
4. ↑  محمد، صفحة 204.
5. ↑  انظر: السابق، ص206.
6. ↑  انظر: السابق، ص207.
7. ↑  السابق: 207.
8. ↑  السابق: ص208.
9. ↑  الزيات والرسالة: ص209-211-213-214.
10. ↑  انظر: السابق، ص214-215.
11. ↑  الزيات والرسالة: ص215.
12. ↑  انظر: السابق:ص216-217.
13. ↑  انظر: ص217-218.
14. ↑  سلسلة اقرأ، 367، 1981م، أحمد حسن الزيات ومجلة الرسالة: د.علي محمد الفقي، ص 189-190.
15. ↑  المصدر السابق:ص192.